# Scorpaena normani
Scorpaena normani behoort tot het geslacht Scorpaena van de familie van schorpioenvissen. Deze soort komt voor in het oosten van de Atlantische Oceaan van Mauritanië tot het zuiden van Angola op zanderige en modderige bodems op diepten van 50 tot 300 m. De soort kan een lengte bereiken van 20 cm.